# Isabelle White
Isabelle White (Reino Unido, 1 de septiembre de 1894-24 de junio de 1972) fue una clavadista o saltadora de trampolín británica especializada en los saltos desde la plataforma, donde consiguió ser medallista de bronce olímpica en 1912.

## Carrera deportiva
En los Juegos Olímpicos de 1912 celebrados en Amberes (Bélgica) ganó la medalla de bronce en los saltos desde la plataforma de 10 metros, con una puntuación de 34 puntos, tras las saltadoras suecas Greta Johansson (oro con 39 puntos) y Lisa Regnell  (plata con 36 puntos).